# Dæmonen
Dæmonen sont des montagnes russes sans sol situées aux Jardins de Tivoli, à Copenhague, au Danemark.

## Le circuit
Le circuit fait trois inversions : un looping vertical, un Immelmann et un Zero-G roll.

## Statistiques
- Trains : 2 trains de 6 wagons. Les passagers sont placés à 4 de front par wagon pour un total de 24 passagers par train.
- À savoir : L'attraction est sponsorisée par Mazda, c'est la seule attraction sponsorisée du parc.
- Anecdote : Pour réduire le bruit, la voie de Dæmonen est remplie de sable.